# Gelijkheid (wiskunde)
Gelijkheid, of meer formeel de gelijkheidsrelatie of identiteitsrelatie, is de tweeplaatsige relatie op een verzameling {\displaystyle X}, die wordt gedefinieerd door 
{\displaystyle \{(x,x)\;|\;x\in X\}}.
De identiteitsrelatie is het eenvoudigste voorbeeld van een equivalentierelatie op een verzameling, dat wil zeggen die binaire relaties die zowel reflexief, symmetrisch als transitief zijn. De gelijkheidsrelatie is ook antisymmetrisch. Deze vier eigenschappen bepalen op unieke wijze de gelijkheidsrelatie op elke verzameling {\displaystyle S} en maken gelijkheid de enige relatie op {\displaystyle S}, die tegelijkertijd een equivalentierelatie en een partiële orde is. Hieruit volgt dat gelijkheid in die zin de kleinste  equivalentierelatie op enige verzameling {\displaystyle S} is, dat het een deelverzameling van enig andere equivalentierelatie op {\displaystyle S} is.
Een vergelijking is een bewering dat twee uitdrukkingen aan elkaar gerelateerd zijn door hun gelijkheid.

## Logische formuleringen
De gelijkheidsrelatie is in de logische zin van het woord altijd zodanig gedefinieerd dat de dingen die gelijk aan elkaar zijn allemaal dezelfde en uitsluitend dezelfde eigenschappen hebben.
Voor iedere {\displaystyle x} en {\displaystyle y}, geldt dat {\displaystyle x=y} dan en slechts dan als gegeven enige propositie {\displaystyle P}, dat {\displaystyle P(x)=P(y)}.
Dit heet de vervangingseigenschap. Het is arbitrair om de vervangingseigenschap als definitie of als eigenschap aan te duiden. Sommige mensen definiëren gelijkheid in de filosofische zin van het woord als congruentie, maar vaak ook is gelijkheid slechts gedefinieerd als overeenkomende identiteit.
In de wet kan het verbindende 'dan en slechts dan als' worden afgezwakt tot 'als'. Dat komt op hetzelfde neer.
Voor alle reële getallen {\displaystyle a,b} en {\displaystyle c} geldt dat als {\displaystyle a=b}, dan ook {\displaystyle a+c=b+c}.

## Eigenschappen van gelijkheid
De reflexieve eigenschap luidt als volgt:
Voor iedere {\displaystyle a} geldt dat {\displaystyle a=a}.
Deze eigenschap wordt algemeen in wiskundige bewijzen als een tussenstap gebruikt.
De symmetrische eigenschap stelt:
- Voor iedere {\displaystyle a} en {\displaystyle b} is als {\displaystyle a=b} ook {\displaystyle b=a}.

De transitieve eigenschap stelt:
- Voor iedere {\displaystyle a,b} en {\displaystyle c}, als {\displaystyle a=b} en {\displaystyle b=c}, dan geldt ook dat {\displaystyle a=c}.

De tweeplaatsige relatie 'is bij benadering gelijk aan' bijvoorbeeld tussen reële getallen en gehele getallen is zelfs, indien deze relatie nauwkeuriger wordt gedefinieerd, niet transitief. Op het eerste gezicht mag dit misschien wel zo lijken, maar veel kleine verschillen kunnen optellen tot iets groots.
Hoewel de symmetrische- en transitieve eigenschappen vaak als fundamenteel worden gezien, kunnen deze twee eigenschappen worden bewezen, indien de substitutie- en reflexieve eigenschappen in plaats van deze twee eigenschappen als uitgangspunt worden genomen.

## Relatie met equivalentie en isomorfisme
Gelijkheid wordt soms onderscheiden van equivalentie of isomorfisme. Men kan bijvoorbeeld een onderscheid maken tussen breuken en rationale getallen, waar de laatsten equivalentieklassen van breuken zijn: de breuken 
{\displaystyle 1/2} en {\displaystyle 2/4}
verschillen als breuk, als verschillende rijen van symbolen, van elkaar, maar zij zijn hetzelfde rationale getal, hetzelfde punt op de getallenlijn. Dit onderscheid leidt tot het invoeren van een quotiëntverzameling.
Op gelijkwaardige wijze zijn de verzamelingen
{\displaystyle \{{\text{A}},{\text{B}},{\text{C}}\}\,} and {\displaystyle \{1,2,3\}}
geen gelijke verzamelingen. De eerste verzameling wordt gevormd door letters, terwijl de tweede verzameling uit getallen bestaat. Beide bestaan zij echter uit verzamelingen van drie elementen en zijn isomorf, wat betekent dat er een bijectief homomorfisme tussen de twee verzamelingen bestaat, bijvoorbeeld
{\displaystyle {\text{A}}\mapsto 1,{\text{B}}\mapsto 2,{\text{C}}\mapsto 3},
maar er zijn meer mogelijkheden.
Het onderscheid tussen gelijkheid en isomorfisme is van fundamenteel belang in de categorietheorie en is zelfs een motivatie voor de ontwikkeling daarvan geweest.